# Sven Godwinson
Sven Godwinson (mort en 1052) est le fils aîné du comte Godwin de Wessex et le frère aîné de Harold Godwinson. Fait comte de Hereford vers 1043 par le roi Édouard le Confesseur, il est exilé en 1046 ou 1047. Il reçoit le pardon royal après son retour en Angleterre, vers 1050, mais en 1051, Godwin est à son tour forcé de s'exiler avec toute sa famille, et Sven est banni à vie d'Angleterre. Parti en pèlerinage en Terre sainte, il est tué sur le chemin du retour.

## Biographie

### Origines

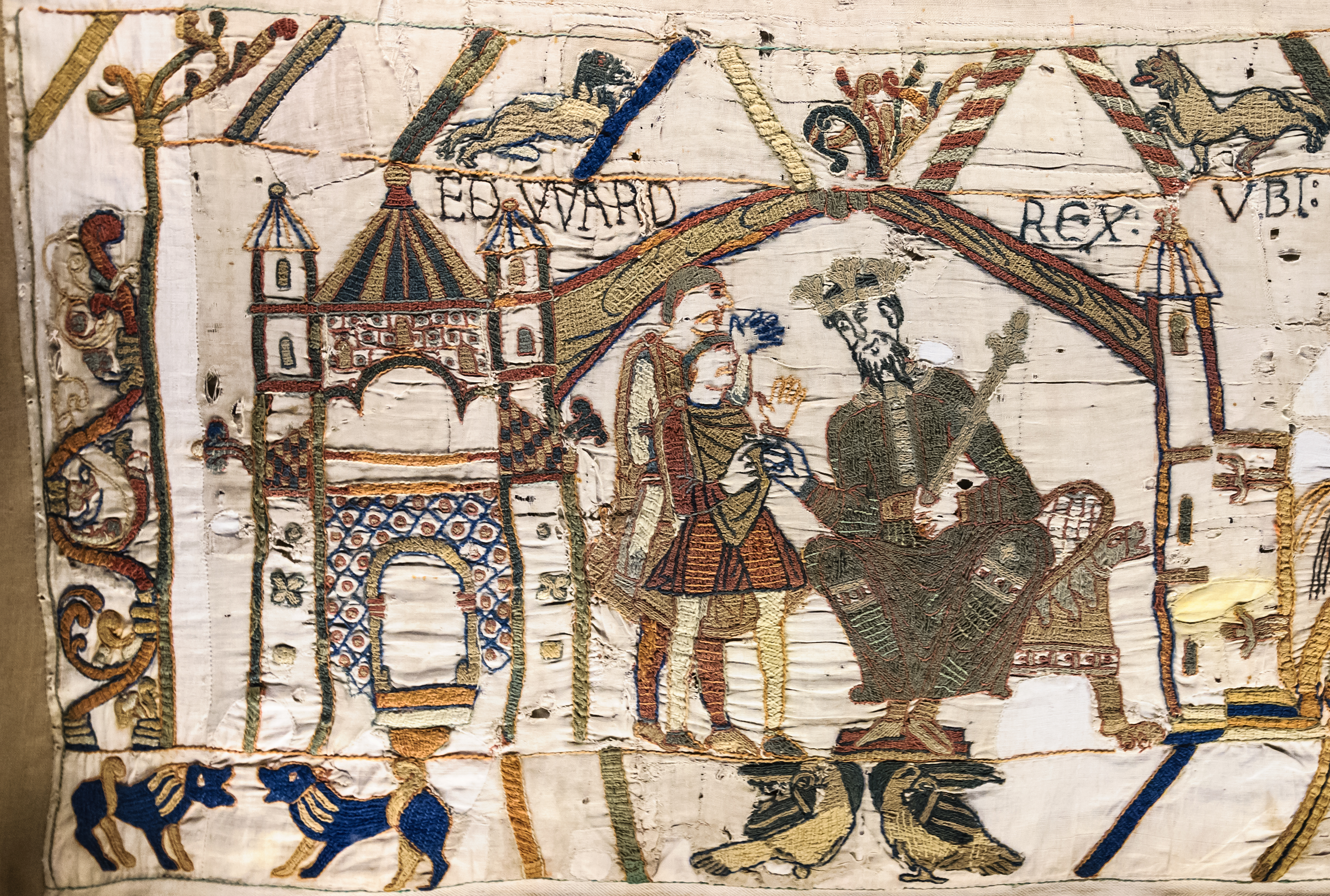
Édouard le Confesseur (première scène de la Tapisserie de Bayeux).

Sven (également orthographié Sweyn, Swein ou Swegen) est le fils aîné de Godwin, comte de Wessex. Il semble que Sven ait voulu se faire reconnaître comme l'un des fils du roi Knut. Sa mère conteste toutefois vigoureusement cette affirmation, et fait produire des témoins pour attester de son ascendance réelle.

### Comte
Il est élevé au titre de comte (earl) de Hereford par le roi Édouard le Confesseur en 1043, date à laquelle il signe sa première charte. Il s'agit d'un nouveau comté composé des régions du Gloucestershire, du Herefordshire, de l'Oxfordshire, du Berkshire et du Somerset,,.
Il recherche prioritairement à conclure la paix avec Gruffydd ap Llywelyn, roi du Gwynedd dans le nord du pays de Galles. L'entente à laquelle ils aboutissent permet au roi du Gwynedd de prendre l'avantage sur son principal adversaire gallois, le roi du Deheubarth Gruffydd ap Rhydderch. Sven lui apporte un soutien qui ne se limite pas à la conclusion d'un traité : en 1046, il se joint à Gruffydd ap Llywelyn pour envahir le Deheubarth.

### Exil et retour
En revenant de cette campagne galloise, Sven enlève de force Eadgifu, la mère abbesse du couvent de Leominster. Il semble avoir eu l'intention de l'épouser et de prendre ainsi le contrôle du vaste domaine de Leominster. Mais le roi s'oppose à cette tentative, et Eadgifu peut retrouver son abbaye. À la fin de l'année 1047, Sven doit fuir l'Angleterre et trouve refuge auprès de Baudouin, comte de Flandre.
Après la Flandre, l'exil de Sven le conduit au Danemark, mais il retourne en Angleterre en 1049 pour implorer le pardon royal. Il semble avoir été expulsé du Danemark pour avoir commis une faute qui n'est pas identifiée aujourd'hui. Son frère Harold et son cousin Beorn s'opposent initialement à son retour, mais Beorn lui accorde finalement son soutien. Alors qu'ils s'apprêtent à aller rencontrer le roi, Sven fait assassiner Beorn : il est à nouveau condamné à l'exil en tant que niðing, c'est-à-dire homme sans honneur.

### Restauration et nouvel exil
Sven semble bénéficier d'un pardon l'année suivante (en 1050) en dépit de ses crimes, et il est restauré dans sa dignité de comte. Diverses hypothèses tentent d'expliquer ce retour en faveur : son père Godwin a pu plaider sa cause auprès du roi, ou peut-être est-ce l'évêque Ealdred de Worcester qui l'avait croisé en rentrant de pèlerinage. Quoi qu'il en soit, le séjour de Sven en Angleterre ne dure guère.
En 1051, à la suite d'un désaccord avec le roi, c'est le comte Godwin et l'ensemble de sa famille qui sont condamnés à l'exil. Parmi eux, Sven reçoit la sentence la plus sévère et se retrouve condamné à l'exil à vie. Il fuit à nouveau vers la Flandre, mais cette fois pour ne jamais revenir en Angleterre.

### Mort en pèlerinage
Peut-être pris de remords pour les péchés qu'il a commis, Sven entreprend de partir en pèlerinage vers Jérusalem, les pieds nus. C'est sur le chemin de retour qu'il trouve la mort, bien que les sources diffèrent quant au lieu exact de sa mort. La Chronique anglo-saxonne déclare que sa mort est survenue à Constantinople, Jean de Worcester l'enregistre en Lycie, en Asie Mineure, tandis que Guillaume de Malmesbury rapporte qu'il a été tué par des Sarrasins en Terre Sainte. Les trois sources indiquent que Sven revenait de son pèlerinage.
Il laisse un fils, Hakon, qui pourrait avoir été retenu en otage en Normandie jusqu'à ce que Harold le rapatrie en 1064, mais aucune autre information n'est connue le concernant.
L'exil puis la mort de Sven laisse à son frère cadet Harold la place d'héritier des Godwinson ; il devient roi d'Angleterre, le dernier roi anglo-saxon avant le couronnement de Guillaume de Normandie.